# Extraño (canción)
«Extraño» es un sencillo escrito por Alejandro Sergi e interpretado por el mismo 2013. Este fue el primer sencillo del sexto disco de la banda Miranda!.
Esta canción fue dedicada a la vedette y actriz Andrea Rincón, ya que se encontraba separado de ella y su relación había durado mucho tiempo. La actriz manifestó que se sintió muy indignada porque según ella utilizó su adicción a las drogas para vender y promocionar su nuevo CD.